# Day Dream (chanson de Billy Strayhorn)
Day Dream est une chanson de jazz composée en 1939 par le pianiste et compositeur de jazz américain Billy Strayhorn, avec des paroles écrites par John Latouche.

## Historique
Le 23 mars 1939, Duke Ellington et son orchestre embarquent sur le paquebot Île-de-France pour une tournée en Europe. Strayhorn travaille alors pour Ellington, mais il est autorisé à rester dans sa résidence de Harlem. Il dispose donc de près de sept semaines pour travailler sur de nouvelles compositions et de nouveaux arrangements, et Day Dream est composé pendant cette période.
Day Dream est enregistrée pour la première fois par le saxophoniste Johnny Hodges et son ensemble le 2 novembre 1940,.
Duke Ellington a été crédité comme co-compositeur sur l'étiquette de la sortie originale en 78 tours, bien qu'il ne soit généralement pas considéré comme l'un des créateurs de la chanson.
La chanson est devenue un standard de jazz et a été reprise par de grands noms du jazz comme Ella Fitzgerald et Sarah Vaughan.

## Versions notables

### Johnny Hodges
- Day Dream / Junior Hop (Bluebird 11021, 1940)
- Memories Of Ellington (Norgran, 1954)
- Johnny Hodges with Billy Strayhorn and the Orchestra (Verve, 1962)

### Duke Ellington
- The Carnegie Hall Concerts: January 1943 (released 1977)
- Duke Ellington Presents... (1956), Duke Ellington's Jazz Violin Session (recorded 1963, released 1976)
- ...And His Mother Called Him Bill (1968)

### Autres versions
- Ella Fitzgerald – Ella Fitzgerald Sings the Duke Ellington Songbook (1957)
- Rita Moss – Daydream 7" EP (Rozell) (1959)
- Jo Stafford – Jo + Jazz (1960)
- Billy Strayhorn – The Peaceful Side (1961)[3]
- Thad Jones – The Danish Radio Big Band and Eclipse (1978)[4]
- Sarah Vaughan – The Duke Ellington Songbook, Vol. 1 (1979)
- Betty Carter – Feed the Fire (1993)
- June Christy – The Misty Miss Christy (1956), Day Dreams (1995)
- Karrin Allyson – Daydream (1997)
- Chet Baker – Chet Baker Sings and Plays from the Film "Let's Get Lost" (1998)[5]
- Tony Bennett – Bennett Sings Ellington: Hot & Cool (1999)
- Jacob Fischer – Jacob Fischer...In New York City (2014)
- Norah Jones - Norah Jones Performing Daydream 2002 (2014)
- Dave Holland and Kenny Barron – The Art of Conversation (2014)
- Rita Box Peek – Just For You (2018)
- Anaïs Reno - Lovesome Thing (2021)[6],[7],[8],[9],[10]

Quelques interprètes de la chanson Day Dream
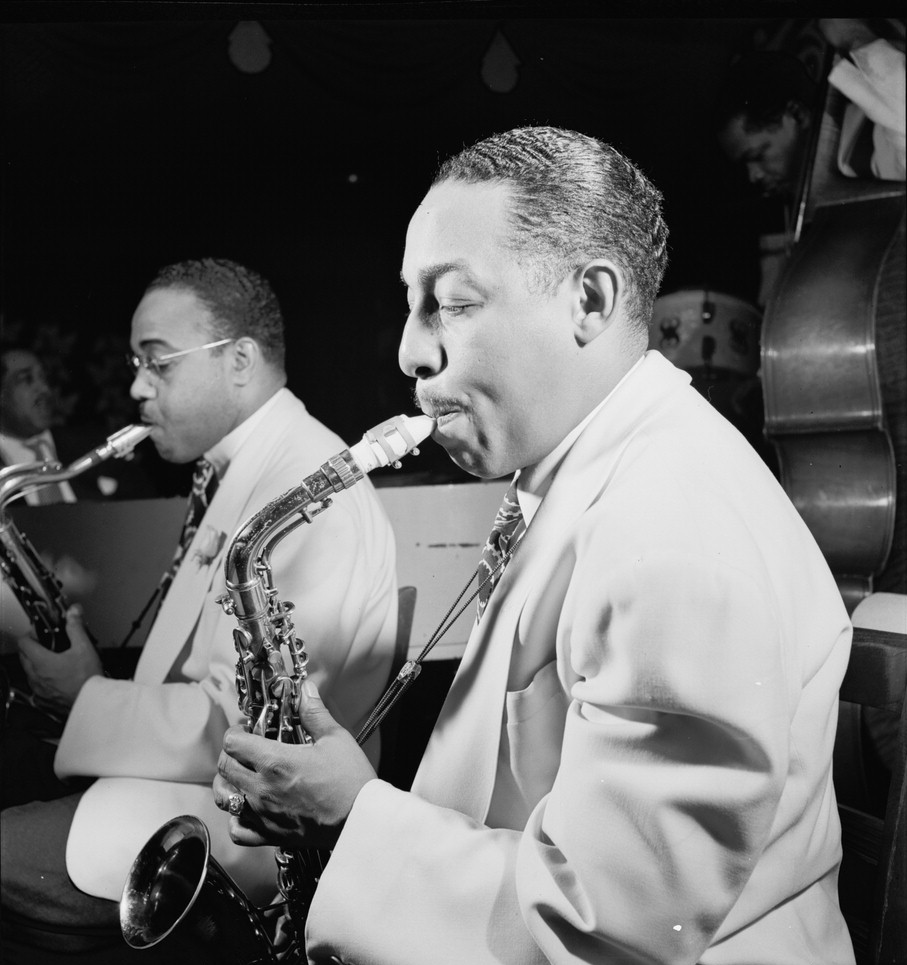
Johnny Hodges.
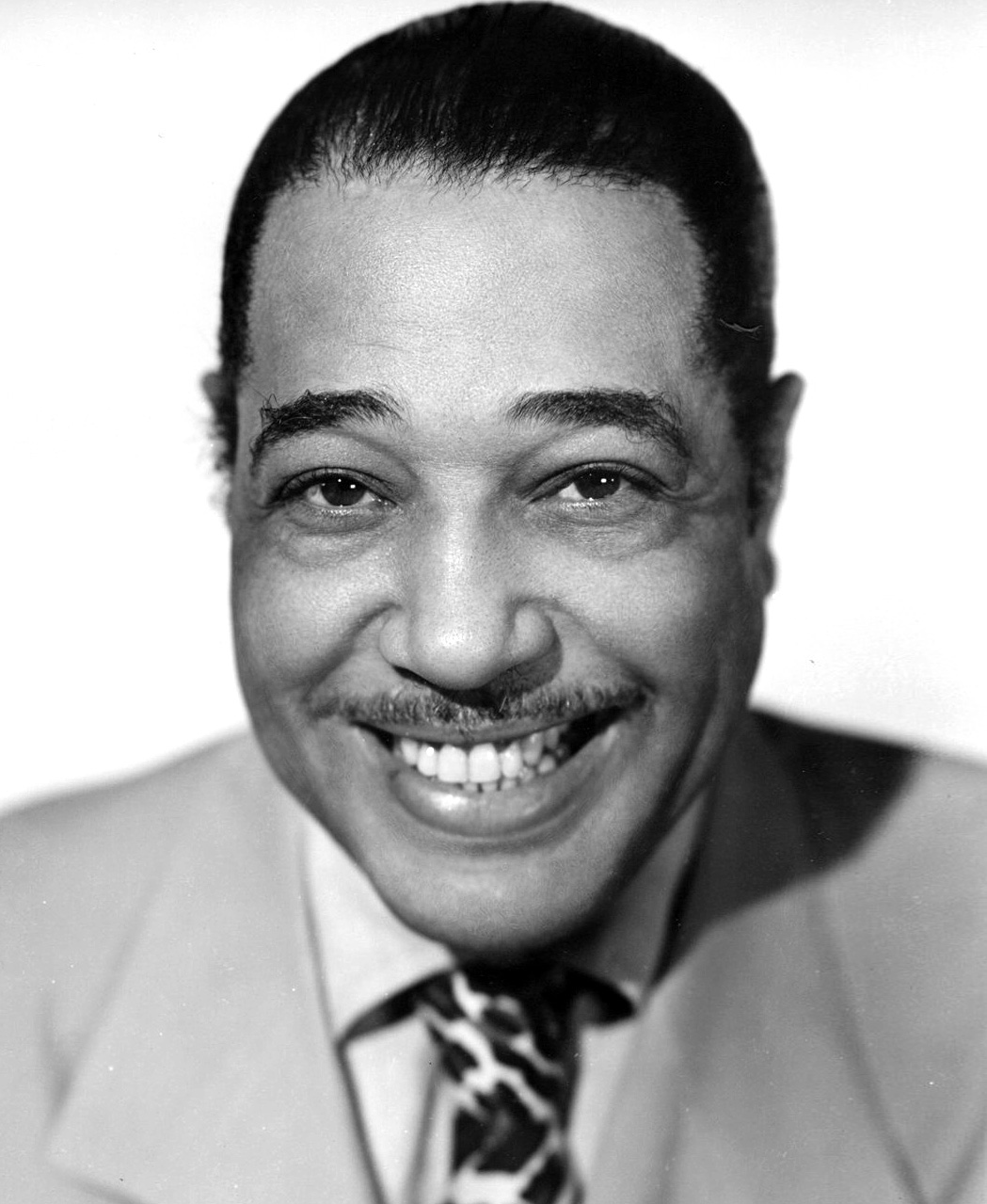
Duke Ellington.
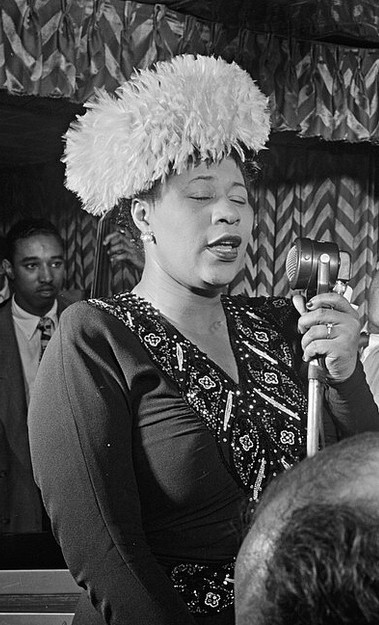
Ella Fitzgerald.
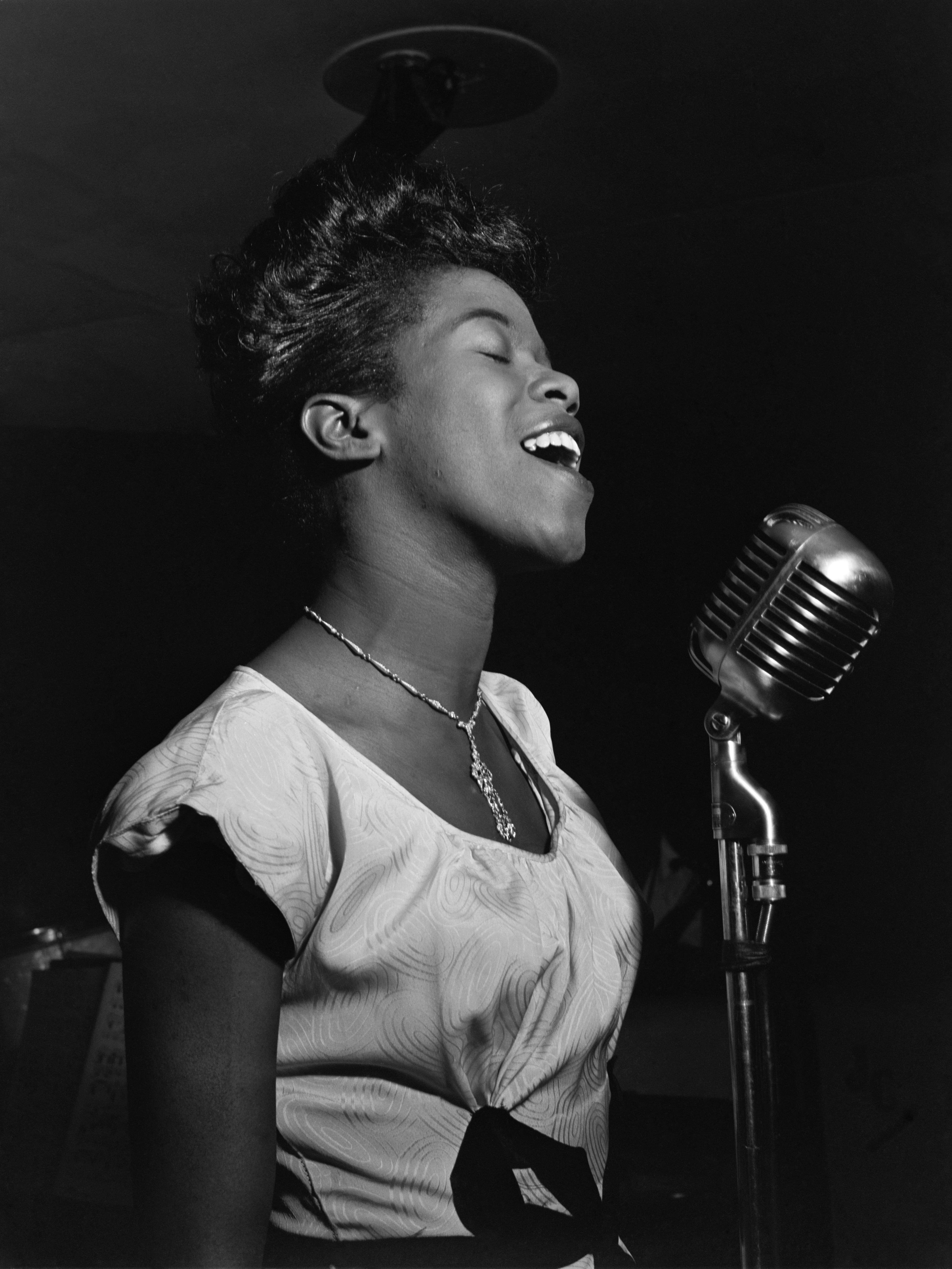
Sarah Vaughan.
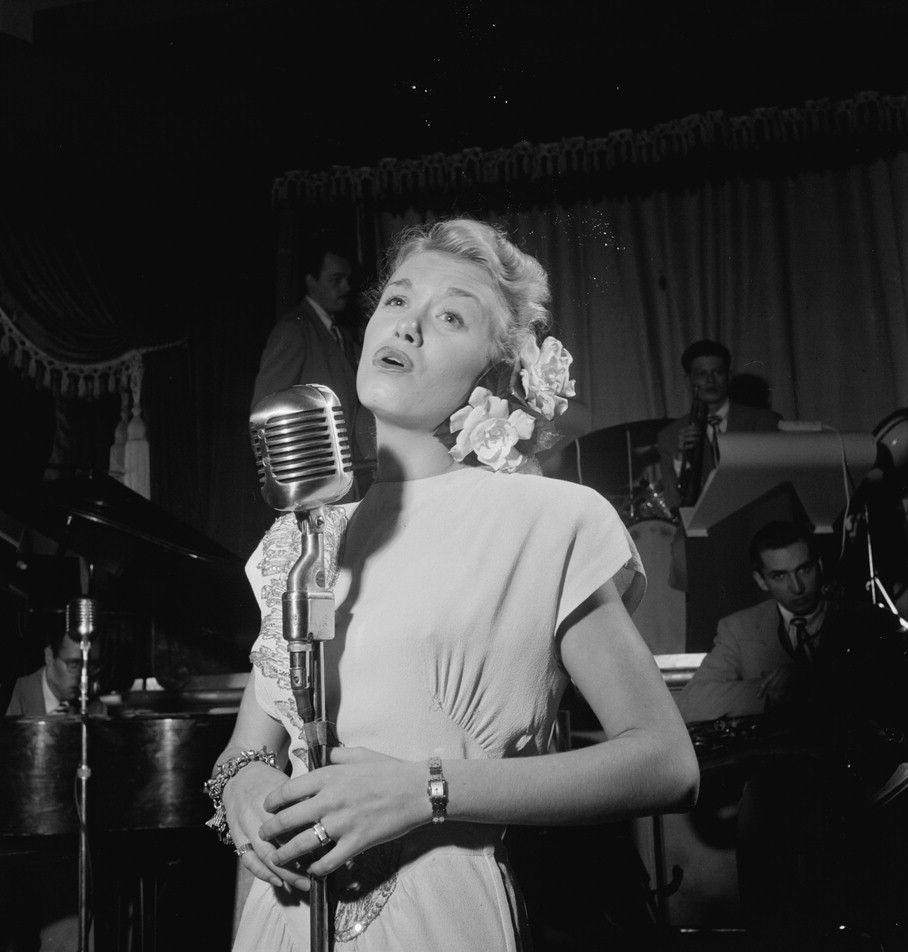
June Christy.